# Délégation générale du Québec à Mexico
La délégation générale du Québec à Mexico a pour but de représenter les intérêts du Québec auprès des États-Unis mexicains.

## Description
La délégation générale du Québec à Mexico a été inaugurée le 1980,.
Elle est située depuis 1980 au Avenida Taine 411, Polanco à Mexico.

## Liste des délégués généraux
- 1980 - 1982 : Henri Dorion
- 1982 - 1985 : Denis Gervais
- 1985 - 1989 : Pierre Van der Donckt
- 1989 - 1993 : Gérard Latulippe
- 1994 - 1994 : Mario Laguë
- 1994 - 1996 : Michèle Bussières
- 1996 - 1999 : Patrice Lafleur
- 2000 - 2004 : Pierre Baillargeon
- 2004 - 2008 : Doris Girard
- 2008 - 2011 : Marcel Gaudreau
- 2011 - 2014 : Christiane Pelchat
- 2014 - 2017 : Éric R. Mercier
- 2017 - : Stéphanie Allard-Gómez